# Daimler Consort
La Daimler Consort chiamata Daimler DB18 dal 1939 al 1949, è una vettura prodotta dalla casa automobilistica britannica Daimler dal 1939 al 1953. 

## Caratteristiche

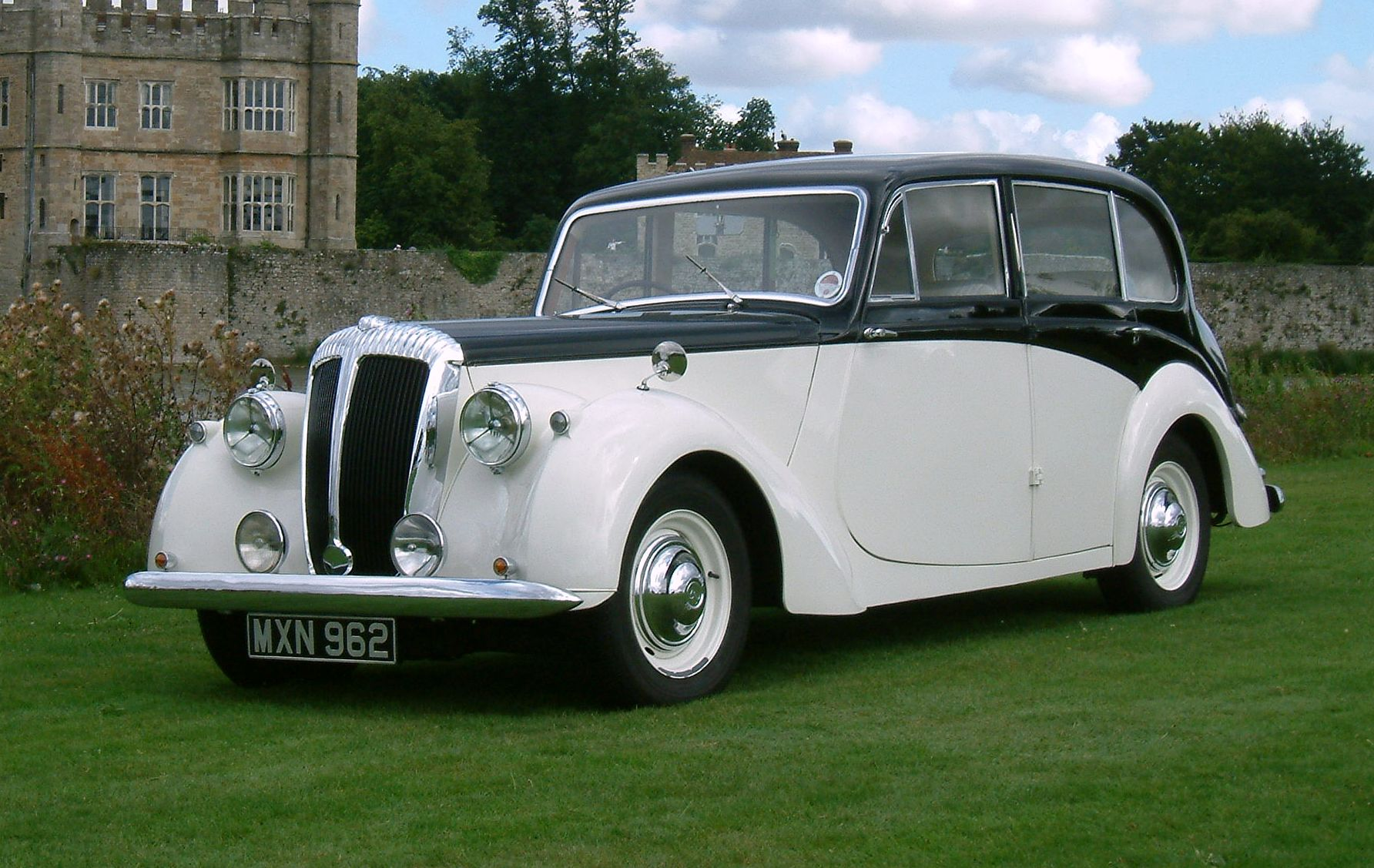
Daimler Consort del 1952

La vettura era una versione da 2½ litri della precedente New Fifteen da 2,2 litri introdotta nel 1937 e per questa veniva anche chiamata Daimler 2½ litre. Il motore era un 6 cilindri in linea da 2,522 cc ad aste e bilancieri.
Nel 1949 la DB18 ha subito una serie di modifiche e aggiornamenti ed è stata ribattezzata Consort.
Utilizzando il motore sviluppato per la Daimler Scout Car, la vettura venne introdotta nel 1939 e come sugli altri modelli la Daimler costruiva il telaio, la meccanica e il motore a sei cilindri, su cui poi vari carrozzieri britannici costruivano la scocca secondo le specifiche del cliente.
Una versione Drophead della Consort appartenne a Winston Churchill.